# Arbetsgemenskapen Kyrklig Förnyelse
Arbetsgemenskapen Kyrklig Förnyelse (aKF), är en högkyrklig organisation, som betraktar sig som en försvarare av det allmänneliga (katolska) kristna trosarvet inom Svenska kyrkan.
Arbetsgemenskapen bildades 1958 som en samlande organisation för högkyrkligheten. Tidigare hade man inte velat bilda någon sammanslutning, utan man ville att rörelsens ideal skulle prägla det vanliga församlingslivet. De högkyrkliga organisationer som bildats var dittills endast olika bönegemenskaper. Inspirerad av den internationella liturgiska och kyrkomusikaliska rörelsen som för svenska förhållanden introducerades av Gunnar Rosendal i boken  Kyrklig förnyelse vill rörelsen verka för en sakramental förnyelse av gudstjänst- och församlingslivet. 

## Insats i svenskt kyrkoliv
Dess företrädare har varit initiativtagare och drivande krafter i den förnyelse av nattvardslivet som präglat Svenska kyrkan sedan mitten av 1900-talet. Många av aKF:s liturgiska ideal präglar 1986 års kyrkohandbok och den yttre gestaltningen av högmässan av idag med ljus, blommor, skrudar, liturgiska färger, processioner, körsång osv. Också tidegärdens förnyelse i Svenska kyrkan har skett av aKF närstående grupper.
Rörelsen har under årens lopp ofta kritiserat vägval som Svenska kyrkan gjort. Man menar bland annat att det klassiska missionsbegreppet kommit i skymundan när Svenska kyrkans mission och Lutherhjälpen gick samman. aKF har även reagerat mot införandet av kvinnor som präster, kyrkolivets partipolitisering och välsignelse- och vigselakt för samkönade par.
Medan man med framgång arbetat för ett rikare liturgiskt liv och nattvardsfirande har man på det teologiska planet upplevt motgångar. Hur olika man inom aKF och många andra delar av kyrkan bedömer deras verksamhet illustreras av biskop Jonas Jonsons yttrande vid ett prästkonvent i biskopsgården i Strängnäs, att högkyrkligheten i Svenska kyrkan segrat på alla väsentliga punkter. En av de mest framträdande högkyrkliga ledarna, domprosten Carl Strandberg replikerade då: "Det där är ju helt fel. Högkyrkligheten har segrat på alla punkter utom de väsentliga".  En del medlemmar har gått över till Romersk-katolska kyrkan och teologie studerande är rädda att inte få prästvigning ifall de engagerar sig.

## Verksamhet
Sedan 1961 har aKF varje år anordnat kyrkodagar i Uppsala där man på olika sätt markerat och utvecklat sin teologiska profil. Under dessa dagar har ofta medverkat internationella ekumeniska gäster. Sedan 1961 har man varje år utgivit en årsbok ("kyrkodagsbok") där rörelsens grundhållning markeras utifrån olika teman. I samband med 50-årsjubileet i augusti 2009 firade aKF kyrkodagar i Uppsala på temat "En enda, helig, katolsk och apostolisk kyrka". Peter Halldorf och Anders Piltz hörde till talarna. I Uppsala, Linköpings, Skara, Västerås, Göteborgs och Stockholms stift finns aktiva stiftsgrupper som anordnar lokala kyrkodagar, studiegrupper och andra aktiviteter.
Förutom årsboken ger man ut en del övriga böcker. Man har också gett ut en tidskrift, Meddelanden från arbetsgemenskapen Kyrklig Förnyelse löd titeln 1960-1982, Kyrkligt magasin. Kyrkans levande rikstidning 1981-1997 och Kyrklig förnyelse. Meddelande från Arbetsgemenskapen Kyrklig förnyelse 1998-2004.
aKF har systerorganisationer som The Church Union i England, Bønne-og arbeidsfellesskapet Kirkelig Fornyelse i Norge och Arbeitsgemeinschaft Kirchliche Erneuerung in der Evang.-Luth. Kirche in Bayern i Tyskland.